# Bouzillé
Bouzillé é uma ex-comuna francesa na região administrativa da Pays de la Loire, no departamento de Maine-et-Loire. Estendeu-se por uma área de 18,39 km². Em 2010 a comuna tinha 1 473 habitantes (densidade: 80,1 hab./km²).
Em 15 de dezembro de 2015 foi fundida com as comunas de Champtoceaux, Drain, Landemont, Liré, Saint-Christophe-la-Couperie, Saint-Laurent-des-Autels, Saint-Sauveur-de-Landemont e La Varenne para a criação da nova comuna de Orée-d'Anjou.